# Isthmus von Médanos

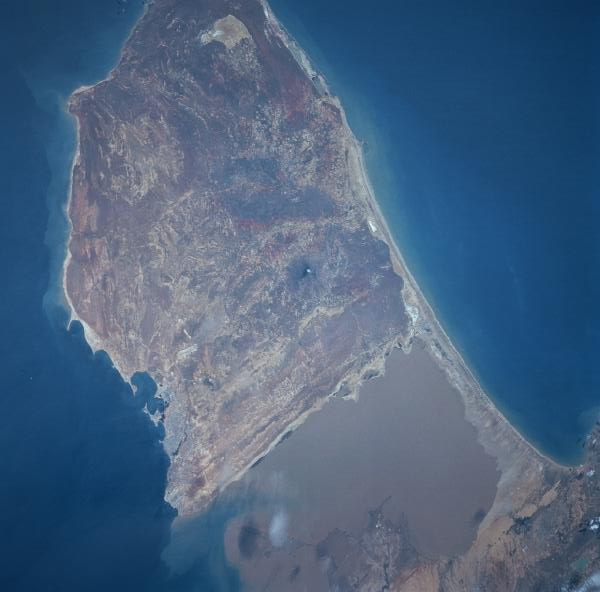
Satellitenbild der Halbinsel Paraguaná, des Golfs von Coro und des Isthmus von Médanos

Der Isthmus von Médanos ist eine Landbrücke zwischen der venezolanischen Karibikküste bei Coro und der Halbinsel Paraguaná.

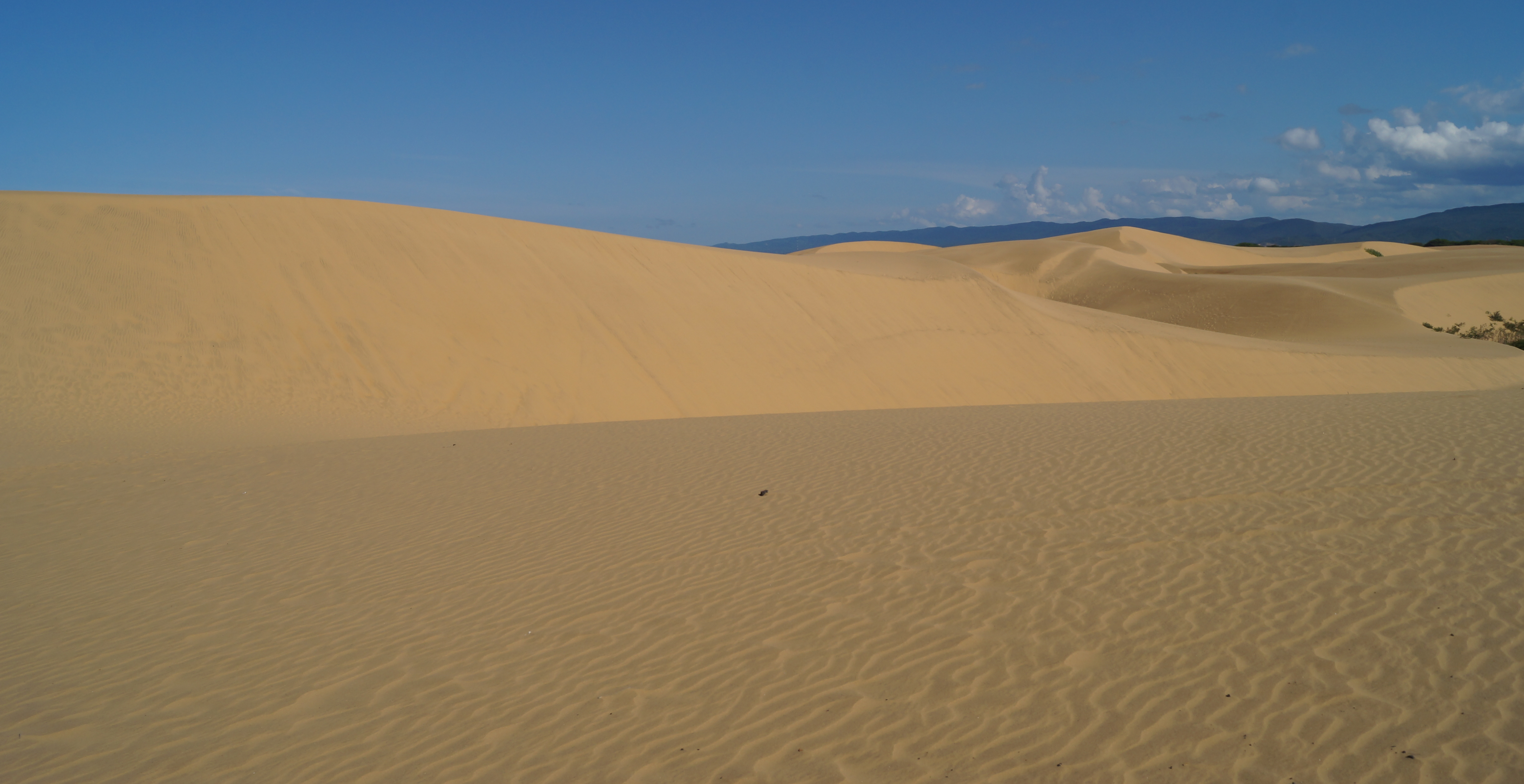
Médanos (Sanddünen), 2012

Seine Länge beträgt etwa 25 km bei einer Breite zwischen 4 und 6 km.
Sehenswert sind die Médanos-Wanderdünen, die sich entlang des Isthmus erstrecken. Zu ihrem Schutz wurde 1974 der Médanos-Nationalpark eingerichtet.
Koordinaten: 11° 36′ N, 69° 44′ W